# 联盟TMA-15
联盟TMA-15是一艘前往國際太空站的載人航天飛船。联盟TMA-15於莫斯科時間2009年5月27日14時35分，於哈薩克斯坦拜科努爾發射場將國際太空站第20期長期考察組的3名宇航員：俄羅斯籍的羅曼·羅曼年科、比利時籍的飛船隨航工程師弗兰克·德·温纳和加拿大的羅伯特·瑟斯克運到國際太空站，並於莫斯科時間29日16時16分與太空站對接，使太空站的常驻人員由三個增加到六個。